# Gonichthys
Gonichthys är ett släkte av fiskar. Gonichthys ingår i familjen prickfiskar.
Kladogram enligt Catalogue of Life:
| Gonichthys | \| \| Gonichthys barnesi \| \| \| \| \| \| Gonichthys cocco \| \| \| \| \| \| Gonichthys tenuiculus \| \| \| \| \| \| Gonichthys venetus \| \| \| \| |
|            | \| \| Gonichthys barnesi \| \| \| \| \| \| Gonichthys cocco \| \| \| \| \| \| Gonichthys tenuiculus \| \| \| \| \| \| Gonichthys venetus \| \| \| \| |
|            | Gonichthys barnesi |
|            | |
|            | Gonichthys cocco |
|            | |
|            | Gonichthys tenuiculus |
|            | |
|            | Gonichthys venetus |
|            | |